# Entertainment Rights
Entertainment Rights (Também conhecida como Right Entertainment) foi uma empresa britânica que distribuiu e explorava os direitos de programação familiar e suas personagens e marcas. Foi fundada em 1989 como "Sleepy Kids". Também conhecida como SKD Media, mudou o nome para Entertainment Rights em Dezembro de 1999. Baseada em Londres, Reino Unido, ende os seus produtos para a Europa, América do Norte e América do Sul. Em 2009, foi adquirida pelo grupo norte-americano Boomerang Media, que cria a Classic Media Entre as personagens cujos direitos são detidos pela Entertainment Rights estão Casper the Friendly Ghost, Postman Pat, He-Man e She-Ra. Classic Media foi, por sua vez, foi adquirida pela DreamWorks Animation em 2012. A partir de 2016, a maior parte do catálogo da Entertainment Rights se tornam propriedade da NBCUniversal que comprou DWA.